# 博納富瓦 (加利福尼亞州)
博納富瓦（英語：Bonnefoy）是位於美國加利福尼亞州阿馬多爾縣的一個非建制地區。該地的面積和人口皆未知。

## 地理
博納富瓦的座標為38°21′38″N 120°45′04″W / 38.36056°N 120.75111°W，而該地的平均海拔高度為389米（即1276英尺）。